# Evstratij Ivanovič Delarov
Evstratij Ivanovič Delarov (1740 – 1806) è stato un esploratore e mercante greco.
Conosciuto anche come Evstrat Delarov o Eustrate Delarof, fu al servizio di diverse compagnie marittime di commercio di pelli nell'America russa. È anche stato il primo esploratore e commerciante greco (Macedonia) di cui sia stato documentato l'arrivo in Alaska.

## Biografia
La carriera di Delarof nell'America russa risale almeno al 1764, quando era nelle isole Aleutine a bordo della nave Petr i Pavel, comandata da Ivan M. Solov'ev. Delarov aveva partecipato agli attacchi che Solov'ev aveva sferrato quell'anno contro l'alleanza degli aleuti delle isole Umnak e Unalaska, e che erano stati effettuati per vendicare la rivolta del 1762 delle isole Fox: un attacco coordinato a quattro navi russe e sulla costa, durante il quale erano morti oltre 300 russi.
Mentre serviva presso l'azienda dei fratelli Panov, Delarov utilizzò, come base delle operazioni, il porto dell'isola Unga che per molti anni fu conosciuto come porto Delarov o Greko-Delarovskoe, data l'origine greca di Delarov. Tra il 1781 e il 1786 Delarov e due altri capitani fecero delle incursioni esplorative da Unga verso lo stretto di Prince William. 
Nel corso del tempo Delarov si guadagnò un'eccellente reputazione come skipper. Divenne comproprietario di varie navi per il commercio delle pellicce. Grigorij Šelichov incontrò Delarov a Irkutsk e lo persuase a diventare il principale gestore del suo stabilimento nella baia di Three Saints (Tre Santi) sull'isola Kodiak. Delarov è stato, dal 1787 al 1791, il principale gestore della Società Šelichov-Golikov.
Quando nel 1799 fu fondata la Compagnia russo-americana, Delarov si trasferì a San Pietroburgo entrando a far parte del consiglio d'amministrazione fino alla sua morte nel 1806.
A vari luoghi è stato dato il suo nome: le isole Delarof, il porto Delarof (Delarof Harbor); la città fantasma di Unga, in Alaska, era originariamente chiamata Delarov e la nave da trasporto Delarof dell'U.S. Army.